# Андрей Григориев
Андрей Терентиевич Григориев (на руски: Андрей Терентьевич Григорьев) е съветски военачалник, генерал-майор от свързочните войски (1940).

## Биография
Роден е през 1889 г. в село Игнатово, Зубцовски район на Западна област. Получава образованието си в реално, после и в търговско училище (1906 – 1907). През 1912 г., след завършването на учебната команда на лейбгвардейския екатеринославски полк със званието подофицер, е назначен за началник на телефонната служба на полка. Няма сведения за кариерата му в царската армия и участието му в Първата световна война.
От октомври 1918 г. е в РККА. Скоро става началник-щаб на свързочния батальон на 2-ра въстаническа дивизия, после командир на свързочния батальон на 58-а стрелкова дивизия. В края на Гражданската война в Русия е помощник-началник на Управлението за свръзка на 12-а армия, после е инспектор на свързочните служби на Украинския военен окръг.
След завършването на курсове за усъвършенстване на висшия команден състав на РККА (1926) и курсове за висшия команден състав на щабните служители (1927) Григориев оглавява Свързочните войски на Приволжкия (1927 – 1929) и Беларуския (1929 – 1933) военни окръзи. От ноември 1933 до 1 април 1935 г. е заместник-началник на Главното управление на Народния комисариат по свръзките на СССР.
От април 1935 до юни 1936 г. е ръководител на катедра „Свързочни служби“ във Военно-електротехническата академия на РККА, после е помощник-инспектор по свръзките в щаба на Беларуския военен окръг, от ноември 1936 г. е командир на Свързочните войски на окръга. На 4 юни 1940 г. му е присвоено званието генерал-майор от свързочните войски. 
С началото на Великата Отечествена война е началник на Свързочните войски на Западния фронт. Арестуван е на 4 юли 1941 г.
На 22 юли 1941 г. с решение на Военната колегия на Върховния съд на СССР е осъден на смърт чрез разстрел.  Присъдата е изпълнена на същия ден. Погребан е на подмосковския полигон на НКВД. В заповедта на народния комисар на отбраната на СССР Йосиф Сталин от 28 юли за обявяване на присъдата  се казва:
| „ | …б) бившият началник на свързочните служби на Западния фронт Григориев А. Т., имайки възможност за установяване на непрекъсната връзка на щаба на фронта с действащите части и съединения, е проявил паникьорство и престъпно бездействие, не е използвал радиовръзка, в резултат на което от първите дни на военните действия е нарушено управлението на войските… | “ |

Андрей Терентиевич Григориев е реабилитиран посмъртно през 1957 г.